# Kočičí zlato (film, 1984)
Kočičí zlato (v originále Rhinestone) je americká hudební komedie z roku 1984, kterou podle scénáře Sylvestera Stalloneho a Phila Aldena Robinsona natočil režisér Bob Clark a ve které hrají Stallone, Dolly Parton, Richard Farnsworth a Ron Leibman. Film je založen na hitu „Rhinestone Cowboy“ z roku 1975, který napsal Larry Weiss. Přestože film zaznamenal kritický i finanční neúspěch, Partonová se díky němu dostala do Top 10 country hitů.

## Děj
Jake Farris, country zpěvačka v newyorském klubu The Rhinestone, se vsadí s manažerem Freddiem, že z jakéhokoli muže udělá country hvězdu během dvou týdnů. Pokud prohraje, prodlouží se jí smlouva o pět let a musí s Freddiem strávit noc. Freddie vybere Nicka Martinelliho, arogantního taxikáře, který nenávidí country.
Jake vezme Nicka do rodného Tennessee, aby ho naučila správnému chování a vystupování. Nick se těžko přizpůsobuje, ale postupně se mezi nimi rozvine náklonnost. Jakeův žárlivý bývalý snoubenec Barnett se snaží Nicka zdiskreditovat.
Při finálním vystoupení v The Rhinestone Nick nejprve selže, ale pak přejde na rockovější verzi písně a nadchne publikum. Jake získá svou svobodu a naznačí s Nickem začátek společného života.

## Obsazení
- Sylvester Stallone jako Nick Martinelli
- Dolly Parton jako Jake Farris
- Richard Farnsworth jako Noah Farris
- Ron Leibman jako Freddie Ugo
- Tim Thomerson jako Barnett Kale
- Steve Peck (uveden jako Stephen Apostle Pec) jako Nickův otec
- Penny Santon jako Nickova matka
- Russell Buchanan jako Elgart
- Ritch Brinkley jako Luke
- Jerry Potter jako Walt
- Jesse Welles jako Billie Joe
- Phil Rubenstein jako Maurie
- Tony Munafo jako Tony
- Don Hanmer jako Sid
- Speck Rhodes jako pan Polk
- Guy Fitch jako Wino
- Cindy Perlman jako Esther Jean